# Podocarpus totara
Podocarpus totara G.Benn. ex D.Don è una pianta arborea della famiglia Podocarpaceae, endemica della Nuova Zelanda.